# Despaxia
Despaxia is een geslacht van steenvliegen uit de familie naaldsteenvliegen (Leuctridae). De wetenschappelijke naam van het geslacht is voor het eerst geldig gepubliceerd in 1943 door Ricker.

## Soorten
Despaxia omvat de volgende soorten:
- Despaxia asiatica Zwick, 2010
- Despaxia augusta (Banks, 1907)